# Nativus tawu
Espèce
Nativus tawu est une espèce d'araignées aranéomorphes de la famille des Sparassidae.

## Distribution
Cette espèce est endémique du département de Vaupés au Colombie,. Elle se rencontre vers Mitú.

## Description
Le mâle holotype mesure 6,85 mm et la femelle paratype 9,07 mm.

## Systématique et taxinomie
Cette espèce a été décrite par Casas et Rheims en 2023.

## Étymologie
Son nom d'espèce lui a été donné en référence au táwü.

## Publication originale
- Casas & Rheims, 2023 : « Nativus gen. nov., a new huntsman spider genus from South America (Araneae: Sparassidae: Heteropodinae). » Zootaxa, no 5360(1), p. 1-43.